# Tixcocoba maya
Tixcocoba maya là một loài nhện trong họ Clubionidae. Chúng được Willis J. Gertsch miêu tả năm 1977, và chỉ được tìm thấy ở Mexico.